# Pine Lake (Wisconsin)
Pine Lake – miasto w Stanach Zjednoczonych, w stanie Wisconsin, w hrabstwie Oneida.